# 정범
정범(正犯, 독일어: täter, 영어: principal offender)은 구성요건에 해당하는 행위를 행한 자를 말한다. 정범 자신이 직접 행위한 경우에는 직접정범이라 하고, 타인을 이용하여 행위한 경우에는 간접정범이라고 한다. 구성요건은 단독정범을 전제로 하지만 수인의 행위자가 각자의 행위로서 전체 행위가 완성된 때에는 공동정범이라 하고, 수인의 행위자가 각자 단독적인 행위를 실행할 때에는 동시범이라고 한다. 정범과 대비되는 개념으로 (협의의) 공범이 있다.

## 정범의 기본적 형태
구성요건이 전제하는 정범의 기본적인 형태는 행위자가 단독으로 직접 행위를 하는 것이다. 만약 행위자가 직접 행위를 하였으나 그것을 분담하였을 경우에는 공동정범이 되고, 직접 행위하지 않고 타인을 이용한 경우에는 간접정범이 된다.

## 공동정범
공동정범은 수인의 행위자가 구성요건의 일부를 실현하여 행위가 완성된 경우이다. 각각의 행위자는 정범으로서 행위를 지배하고 있어야 한다. 행위를 지배하지 않고 단순히 가담한 경우라면 이는 종범이 된다. 만약 수인이 사전 연락 없이 각각 행위를 하여 행위를 완성한 때에는 행위자 각각이 단독정범이 되며 이러한 형태는 동시범이라 한다..

## 간접정범
간접정범은 행위자가 직접 행위하지 않고 타인을 교사하여 행위를 실현한 경우이다. 간접정범도 직접정범과 마찬가지로 행위를 지배하고 있어야 한다. 예를 들면 책임무능력자나 고의 없는 자를 교사하여 행위를 실현한 경우에는 교사자가 행위를 직접 지배한 것으로 본다. 교사자가 행위를 지배하지 않은 경우라면 이는 교사범이 된다.

## 판례
- 정범의 성립은 교사범의 구성요건의 일부를 형성하고 교사범이 성립함에는 정범의 범죄행위가 인정되는 것이 그 전제요건이 된다.[1]

## 참고문헌
1. ↑  대판 2000.2.25, 99도1252